# Viação Férrea Sapucaí
A Viação Férrea Sapucaí surge em 1889, quando a Estrada de Ferro Sapucaí incorporou a Estrada de  Ferro Santa Isabel do Rio Preto e a Estrada de Ferro Pirahyense (Estrada de Ferro Santana). A Estrada de Ferro Sapucaí surgiu em 1887.
A Estrada de Ferro Sapucaí visava a ligação entre a Estrada de Ferro Minas e Rio e a divisa com São Paulo, no então município de Ouro Fino, onde se conectaria à Mogiana. A primeira parte de suas vias foi inaugurada em 1891. A Sapucaí obteve outras concessões de ferrovias que não saíram do papel.
Em 1910, a Viação Férrea Sapucaí incorporou a Estrada de Ferro Minas e Rio e alterou seu nome para Companhia de Estradas de Ferro Federais Brasileiras Rede Sul Mineira.

## Ferrovias formadoras
- Estrada de Ferro Sapucaí
- Estrada de Ferro Pirahyense
- Estrada de Ferro Santa Isabel do Rio Preto